# 광진항 (삼척시)
광진항은 강원특별자치도 삼척시 교동에 위치한 어항이다. 어촌정주어항으로 지정하여 관리하고 있다. 시설관리자는 삼척시장이다.

## 관광
달뜨는 언덕 바로 아래는 광진항이다. 명색이 항구일 뿐 실제 어선들이 오가지는 않고, 물질 나가는 해녀들이나 아담한 풍경에 홀린 관광객들만 간간이 찾는 곳이다. 작고 아담한 해안선과 유난히 길고 곧은 나무들이 잘 어우러져 있다.